# Râul Gârbou
Râul Gârbou este un curs de apă, afluent al râului Someș. Se formează la confluența brațelor Călacea și Cernuc.

## Hărți
- Harta interactivă - județul Sălaj  Arhivat în 5 septembrie 2009, la Wayback Machine.